# 17. децембар
17. децембар (17.12.) је 351. дан године по грегоријанском календару (352. у преступној години). До краја године има још 14 дана.

## Догађаји
- 497. п. н. е. — Храм на Римском форуму је посвећен богу Сатурну; годишњица овог догађаја се се обележава као Сатурналије.
- 1531 — По наређењу папе Клемента VII, у португалској престоници Лисабону установљена инквизиција.
- 1538 — Папа Павле III из римокатоличке цркве искључио енглеског краља Хенрија VIII, који се претходно прогласио поглаварем Англиканске цркве.
- 1583 — Војска Ернеста Баварског је у Келнском рату поразили војску Гебхард фон Валдбурга у опсади Годесберга.
- 1903 — Браћа Вилбур и Орвил Рајт извела први успешан лет авионом у историји ваздухопловства. Њихова летјелица „Флајер I“ над пешчаним динама близу места Кити Хок у Северној Каролини, у САД, узлетела четири пута, задржавши се у ваздуху најдуже 59 секунди.
- 1908 — После победе Младотурске револуције, одржана прва седница парламента Отоманског царства.
- 1926 — У државном удару у Литванији, војска је збацила демократски изабраног председник Казиса Гринијуса и на његово место поставила Антанаса Сметону.
- 1939 — У заливу Ла Плата код Монтевидеа у Другом светском рату потонуо немачки бојни брод „Адмирал Граф фон Шпе“, који је претходно био оштећен у бици с британским крстарицама. Капетан брода Ханс Лангсдорф потом извршио самоубиство.
- 1948 — У покушају да поново успостави власт у Индонезији, која је 1945. прогласила независност, Холандија напала Индонезију, њене трупе упале у главни град Џакарту и ухапсиле председника Сукарна и друге индонежанске лидере. Споразумом у Хагу 1949. Холандија признала суверенитет Индонезије.
- 1960 — Војници одани етиопском цару Хајле Селасију су угушили покушај државног удара који је почео 13. децембра.
- 1973 — Арапски екстремисти убили 32 особе на аеродрому у Риму, када су бацили бомбу на авион компаније „Пан Америкен“ и из митраљеза изрешетали зграду терминала.
- 1983 — Привремена ирска републиканска армија је детонирала аутомобил-бомбу испред робне куће Херодс у Лондону, убивши шест особа и ранивши још око 90.
- 1983 — У дискотеци у Мадриду у пожару погинуле 83 особе.
- 1985 — Војна влада Уганде и припадници герилаца потписали мировни уговор којим су поделили власт и окончали готово петогодишњи грађански рат.
- 1989 — У Румунији избиле масовне демонстрације против диктаторског режима Николае Чаушескуа, у којима је погинуло око 1.000 људи. Немири који су почели у Темишвару и Араду потом захватили Букурешт и проширили се на целу земљу. Чаушеску и његова жена Елена ухваћени у бегу 22. децембра, осуђени на смрт и стрељани.
- 1989 — Прва епизода Симпсонових Simpsons Roasting on an Open Fire је емитована у САД.
- 1990 — На првим демократским изборима у Хаитију за председника изабран популистички свештеник Жан Бертран Аристид.
- 1991 — Савет министара Европске заједнице је усвајањем нове Декларације о Југославији одлучио да призна независност свих југословенских република које прихвате критеријуме за признавање нових држава у источној Европи и Совјетском Савезу.
- 1992 — Скупштина Републике Српске на Палама изабрала Радована Караџића за првог председника Републике Српске.
- 1995 — Вођа делегације Републике Српске на мировним преговорима у Дејтону Слободан Милошевић одбио да посланицима Скупштине РС поднесе извештај о мировним преговорима на којима је постигнут споразум о окончању рата у БиХ.
- 1996 — Побуњеници перуанског левичарског герилског покрета "Тупак Амару" заузели јапанску амбасаду у Лими, запретивши да ће побити 490 талаца ако власти Перуа не ослободе из затвора 300 припадника њиховог покрета.
- 1997 — Мински центар УН објавио да у Босни и Херцеговини има још 750.000 до милион нагазних мина и да је током 1996. и 1997. од експлозија мина повређено око 1.000 људи, међу њима велик број деце.
- 1999 — Немачки, амерички и источноевропски званичници закључили историјски споразум о надокнади за принудан рад за време нацистичке Немачке, 54 године после Другог светског рата.
- 2000 — У Женеви одржана конференција о новом програму заштите права глумаца и њиховог рада у филмској и ТВ индустрији, музичким спотовима и на Интернету, којој су присуствовали делегати из око 90 земаља.
- 2000 — У Сава-центру у Београду одржава премијера цртаног филма Кирику и вештица, чија синхронизација је прва српска званична биоскопска синхронизација.
- 2001 — Наоружани командоси упали у Националну палату на Хаитију, у Порто Пренсу и убили два полицајца и два пролазника пре него што је полиција успела да заузме зграду.
- 2002 — Скупштина Југославије ратификовала Дејтонски споразум, потписан 1995, којим је окончан рат у Босни.

## Рођења
- 1749 — Доменико Чимароза,  италијански композитор. (прем. 1801)[1]
- 1770 — Лудвиг ван Бетовен, немачки композитор. (прем. 1827)
- 1778 — Хамфри Дејви, енглески хемичар. (прем. 1829)[2]
- 1908 — Вилард Френк Либи, амерички физички хемичар, добитник Нобелове награде за хемију (1960). (прем. 1980)[3]
- 1930 — Армин Милер Штал, немачки глумац, редитељ, сценариста, сликар и писац.
- 1936 — Папа Фрања, врховни поглавар Католичке цркве. (прем. 2025)
- 1944 — Бернард Хил, енглески глумац. (прем. 2024)[4]
- 1945 — Ерни Хадсон, амерички глумац.
- 1946 — Аљоша Вучковић, српски глумац.
- 1946 — Љиљана Лашић, српска глумица.[5]
- 1946 — Јуџин Леви, канадски глумац, комичар, продуцент, редитељ и сценариста.[6]
- 1947 — Вес Студи, амерички глумац и продуцент.[7]
- 1949 — Душан Митошевић, српски фудбалер и фудбалски тренер. (прем. 2018)[8]
- 1953 — Бил Пулман, амерички глумац.[9]
- 1961 — Сара Далин, енглеска музичарка, најпознатија као чланица групе Bananarama.
- 1961 — Драган Петровић, српски глумац и професор глуме.[10]
- 1965 — Јасна Шекарић, српска стрелкиња.[11]
- 1971 — Игор Кокошков, српски кошаркашки тренер.
- 1971 — Артур Петросјан, јерменски фудбалер и фудбалски тренер.[12][13]
- 1971 — Антоан Ригодо, француски кошаркаш и кошаркашки тренер.[14][15]
- 1971 — Клер Форлани, енглеска глумица.
- 1973 — Рајан Џонсон, амерички редитељ, сценариста и продуцент.
- 1974 — Феликс Лајко, мађарски музичар и композитор.
- 1974 — Сара Полсон, америчка глумица.[16]
- 1974 — Ђовани Рибизи, амерички глумац.
- 1975 — Мила Јововић, америчка глумица, музичарка и модел.[17]
- 1975 — Немања Којић Којот, српски музичар.[18]
- 1977 — Арно Клеман, француски тенисер.[19]
- 1981 — Тим Визе, немачки фудбалски голман.
- 1982 — Стефан Лазме, габонски кошаркаш.[20][21][22]
- 1988 — Јан Зомер, швајцарски фудбалски голман.
- 1988 — Филип Касалица, српски фудбалер.[23][24]
- 1989 — Андре Ају, гански фудбалер.
- 1990 — Бојан Суботић, српски кошаркаш.[25]
- 1992 — Бади Хилд, бахамски кошаркаш.
- 1993 — Кирси Клемонс, америчка глумица.
- 1998 — Мартин Едегор, норвешки фудбалер.
- 2000 — Весли Фофана, француски фудбалер.

## Смрти
- 1830 — Симон Боливар, јужноамерички револуционар, војсковођа и државник. (рођ. 1783)[26]
- 1907 — Вилијам Томсон, 1. барон Келвин, британски физичар. (рођ. 1824)[27]
- 1909 — Леополд II, краљ Белгије (1865—1909). (рођ. 1835)[28]
- 1964 — Виктор Франц Хес, аустријско-амерички физичар, добитник Нобелове награде за физику (1936). (рођ. 1883)[29]
- 1977 — Спасенија Цана Бабовић учесница Народноослободилачке борбе, друштвено-политичка радница СФРЈ и СР Србије, јунак социјалистичког рада и народни херој Југославије. (рођ. 1907)
- 1987 — Маргерит Јурсенар, белгијско-француска књижевница и есејисткиња. (рођ. 1903)
- 2009 — Душан Јакшић, српски глумац и певач. (рођ. 1927)
- 2009 — Миљенко Михић, југословенски фудбалски тренер. (рођ. 1933)
- 2009 — Џенифер Џоунс, америчка глумица. (рођ. 1919)
- 2011 — Сезарија Евора, певачица са Зеленортских Острва. (рођ. 1941)[30]
- 2011 — Ким Џонг Ил, врховни вођа Северне Кореје (1994—2011). (рођ. 1941. или 1942)[31]
- 2018 — Пени Маршал, америчка глумица, редитељка и продуценткиња. (рођ. 1943)
- 2024 — Јанис Тима, летонски кошаркаш. (рођ. 1992)

## Празници и дани сећања
- Српска православна црква данас прославља
  - Света великомученица Варвара
  - Преподобни Јован Дамаскин